# Valle Taurus-Littrow
La valle Taurus-Littrow è una valle lunare situata nella faccia visibile alle coordinate 20°00′N 31°00′E / 20.0°N 31.0°E / 20.0; 31.0. È stata scelta come sito di allunaggio per la missione statunitense Apollo 17 nel dicembre del 1972, l'ultima missione con equipaggio del Programma Apollo ad aver raggiunto la Luna. La valle si trova sul confine sud-orientale del Mare Serenitatis, lungo un anello di montagne formatosi intorno ai 3,8-3,9 miliardi di anni fa, quando un grande corpo cadde sulla Luna, formando il bacino del Serenitatis e spingendo le rocce verso l'esterno e verso l'alto. La valle prende il nome dal fatto che si trova nella catena montuosa Taurus a sud del cratere Littrow. Il nome della valle, coniato dall'equipaggio dell'Apollo 17, fu in seguito approvato dall'Unione Astronomica Internazionale nel 1973.
I dati raccolti da Apollo 17 mostrano che i grandi gruppi montuosi che circondano la valle sono composti principalmente da rocce sedimentarie clastiche ricche di feldspato, mentre il fondovalle è costituito da basalto, ricoperto da uno strato non omogeneo di regolite, o da materiali misti formati dopo vari eventi geologici. La valle fu selezionata come sito di atterraggio dell'Apollo 17 perché avrebbe permesso di raccogliere campioni sia di materiale degli altopiani lunari, sia del materiale più recente di origine vulcanica.

## Geologia

### Formazione e geografia

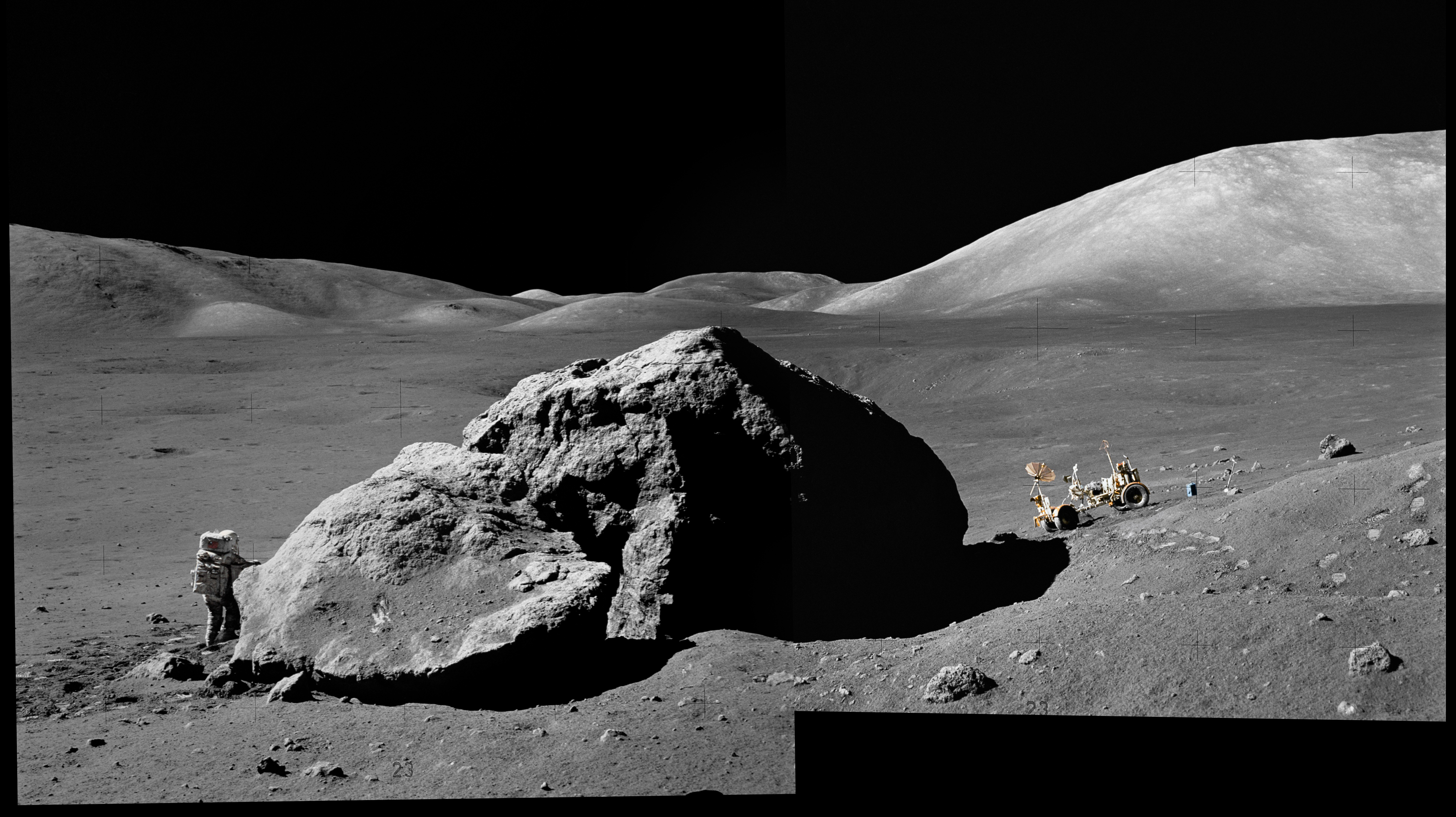
L'astronauta Harrison Schmitt vicino a un grande masso nella valle Taurus–Littrow durante la missione Apollo 17 nel 1972. A destra è visibile il Massiccio Sud.

La lava che riempi il bacino del Mare Serenitatis sgorgò dall'interno della Luna molti milioni di anni dopo la formazione del bacino stesso, riempiendolo. I campioni di rocce e suolo raccolti dagli astronauti dell'Apollo 17 Eugene Cernan e Harrison Schmitt permisero in effetti di acquisire importanti informazioni a riguardo della cronistoria geologica della Luna.
Tra 100 e 200 milioni di anni dopo la formazione del bacino Serenitatis (e della valle Taurus–Littrow), la lava che fuoriuscì dalla crosta iniziò a riempire le depressioni presenti nel bacino. I flussi erano spesso accompagnati da fontane e zampilli di lava che ricoprirono l'area circostante con piccole perle di vetro. Alcune di queste erano di colore arancione, il che spiega il suolo arancione scoperto dagli astronauti dell'Apollo 17 nel cratere Shorty. La maggior parte di esse, tuttavia, era di colore scuro, motivo per il quale il Mare Serenitatis appare scuro quando osservato dalla Terra.

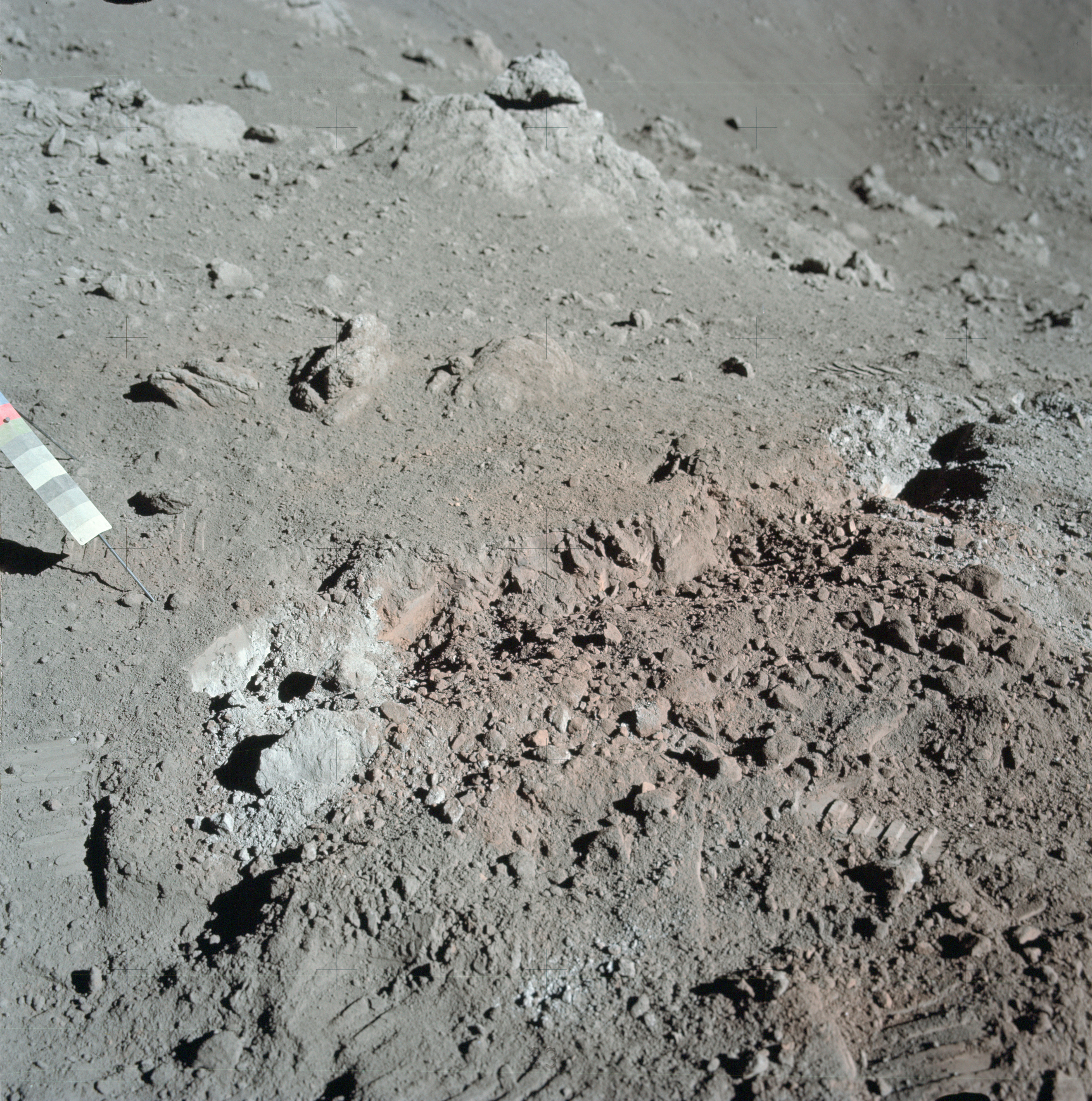
Primo piano del suolo arancione scoperto da Apollo 17. Il colore è dovuto alla presenza di perline di vetro di origine vulcanica.

La valle Taurus-Littrow è allungata lungo un asse che punta verso il centro del Mare Serenitatis. Grandi gruppi montuosi fiancheggiano la valle e sono stati chiamati i massicci Nord e Sud, per la loro posizione geografica. L'altezza dei due massicci conferisce alla valle una profondità maggiore di quella del Grand Canyon negli Stati Uniti. Lungo il massiccio Sud si trova la Bear Mountain, chiamata così per l'omonima montagna vicino alla città natale di Harrison Schmitt, Silver City, nel Nuovo Messico. Le colline e il massiccio Est rappresentano il confine orientale della valle, mentre ad Ovest una scarpata incrocia la base della valle e si alza di circa due chilometri rispetto ad essa. I massicci Nord e Sud si incanalano nello sbocco principale della valle verso il Mare Serenitatis, parzialmente bloccato dalla montagna Family.
Sulla base delle osservazioni raccolte durante la missione Apollo 17, il fondovalle è un piano gentilmente ondulato. Massi di varie grandezze e altri depositi geologici sono sparsi per tutta la valle. Nell'area in cui è stato dispiegato l'esperimento ALSEP, a Ovest del sito di atterraggio, i massi avevano una grandezza media di quattro metri e erano più concentrati rispetto ad altre zone della valle.
L'impatto che portò alla formazione del cratere Tycho, che avvenne tra i 15–20 e i 70–95 milioni di anni fa, formò dei gruppi di crateri secondari in varie luoghi della Luna. L'analisi di essi ha suggerito che il gruppo centrale dei crateri presenti nella valle Taurus-Littrow si sarebbe formato in conseguenza di tale impatto. In seguito all'analisi dei crateri secondari del cratere Tycho, si è scoperto che la maggior parte di essi hanno uno strato di detriti con un distintivo pattern a "zampa di uccello". I dati delle osservazioni di Apollo 17 e il confronto tra il gruppo centrale dei crateri della valle e i crateri secondari del cratere Tycho hanno mostrato molte similitudini tra i due. Il gruppo di crateri centrale ha un pattern di detriti (ejecta) a zampa di uccello che punta nella direzione del cratere Tycho e il pattern di detriti del mantello chiaro punta direttamente verso il massiccio Sud. Quest'ultimo indizio supporta l'ipotesi che lo strato di materiale chiaro si sia formato come risultato di una valanga proveniente dal massiccio Sud, causata dalla pioggia di detriti espulsi durante l'impatto che generò il cratere Tycho. Un'analisi su larga scala suggerisce che il gruppo di crateri potrebbe fare parte di un gruppo ben più numeroso di crateri secondari dell'impatto che generò il cratere Tycho, che comprende dei crateri presenti sul massiccio Nord e altri gruppi ancora più a nord, alla stella latitudine del cratere Littrow. Se fossero davvero correlati, i singoli gruppi formerebbero un raggio del cratere Tycho.

### Composizione
Materiale di copertura di colore chiaro
     Materiale di copertura di colore scuro
     Materiale di copertura di colore molto scuro
     Materiale del pianoro
     Materiale delle colline
     Materiale dei gruppi montuosi
     Materiale dei crateri
     Materiale dei crateri

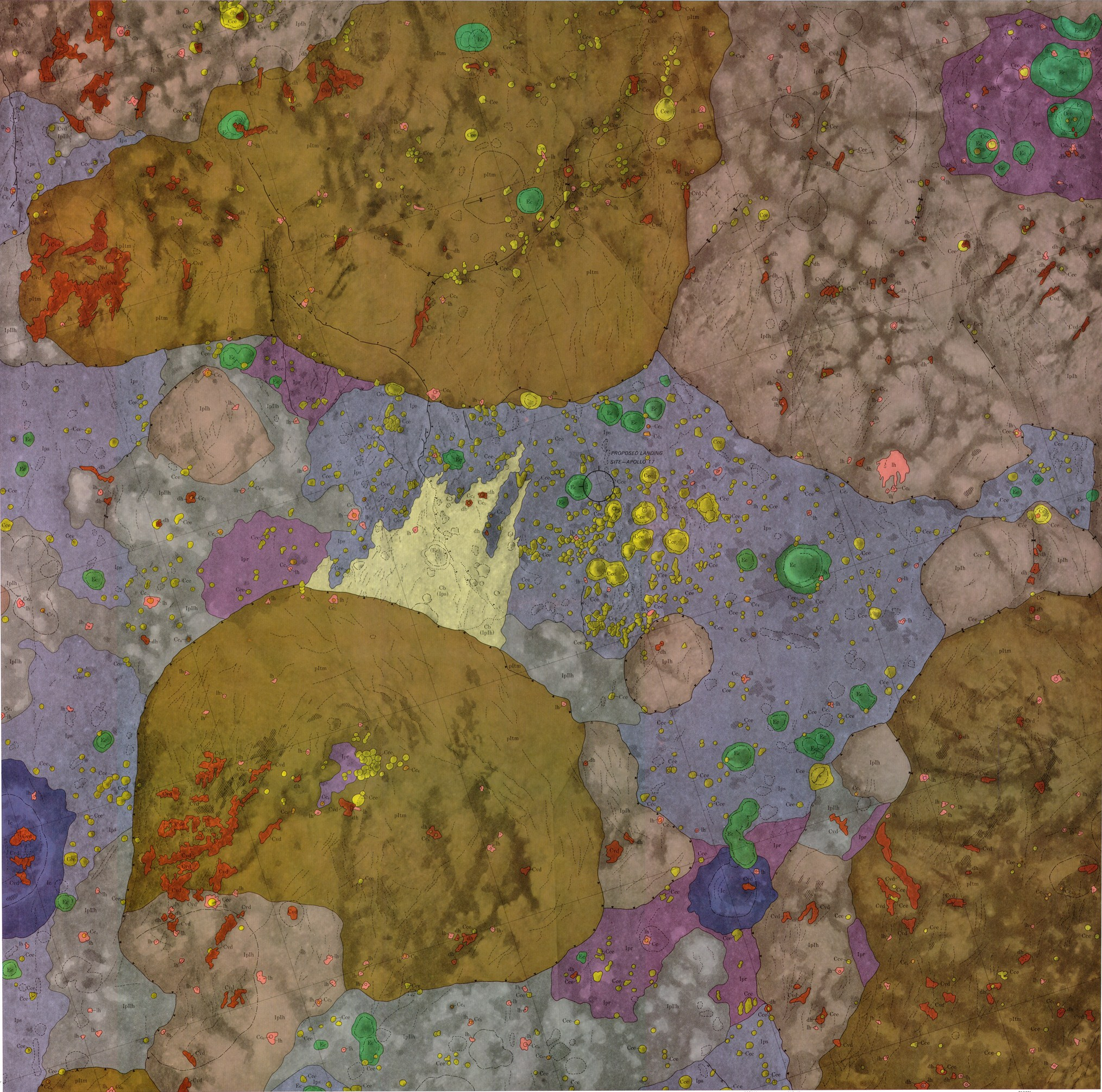
Mappa geologica della valle Taurus–Littrow. Legenda:
Materiale di copertura di colore chiaro
Materiale di copertura di colore scuro
Materiale di copertura di colore molto scuro
Materiale del pianoro
Materiale delle colline
Materiale dei gruppi montuosi
Materiale dei crateri
Materiale dei crateri

I dati raccolti da Apollo 17 mostrano che i gruppi montuosi che circondano la valle sono composti principalmente da rocce sedimentarie clastiche ricche di feldspato, mentre il fondovalle si compone principalmente del basalto risultato dalla lava che vi è fluita nel corso del tempo. Studi sismici suggeriscono che lo strato di basalto al di sotto della valle abbia uno spessore maggiore di 1 400 metri. Lo strato di basalto è ricoperto dal deposito di vari materiali non consolidati, da materiali vulcanici a dalla regolite formatasi negli impatti. L'insolitamente bassa albedo del fondo della valle è una diretta conseguenza del materiale vulcanico e delle perline di vetro che lì si trovano. I crateri più profondi nel fondovalle funsero da 'fori di trivella naturali' e permisero agli astronauti di recuperare campioni anche del basalto, che risultò composto principalmente da plagioclasio, con una certa quantità di clinopirosseno e altri minerali.
Lo strato non consolidato di regolite che ricopre la valle ha uno spessore di circa 14 metri (46 ft) e contiene detriti originati da molti impatti, tra cui quello che generò il cratere Tycho. Ciò, con la presenza di crateri secondari correlati al cratere Tycho, permise di recuperare campioni originati da quell'impatto senza dover visitare il cratere stesso..
Ci sono diversi depositi geologici sul fondo della valle originati da eventi diversi. Una di queste formazioni è un materiale di copertura di colore chiaro, che si presenta in una serie di proiezioni che si estendono per circa sei chilometri dal massiccio Sud lungo il fondovalle. Le analisi antecedenti alla missione suggerivano che fosse il risultato di una valanga che si sarebbe originata dal pendio settentrionale del massiccio Sud. L'analisi successive alla missione hanno rivelato che si tratta principalmente di materiale a grana fine e frammenti di roccia sparsi presumibilmente provenienti dal massiccio Sud. I campioni e le osservazioni visive effettuati durante la missione Apollo 17 mostrano che lo spessore dello strato non è costante nella valle. I crateri situati più lontano dal massiccio Sud attraversano questo strato esponendo quello più scuro sottostante. Viceversa, i crateri più vicini al massiccio Sud, larghi 75 m, non sembrano raggiungere il materiale più scuro. Si stima che l'età di questa formazione sia circa la stessa del gruppo centrale dei crateri, ovvero circa 70–95 milioni di anni fa.
Un campione di troctolite a grana grossa, indicato troctolite 76535, è risultato composto primariamente da olivina e da plagioclasio. Questo campione è considerato il più interessante ad essere stato riportato dalla Luna ed è stato il soggetto di calcoli termocronologici per determinare se la Luna avesse mai generato un nucleo magnetodinamico o formato un nucleo metallico.
Le rocce raccolte nell'immediata vicinanza del modulo lunare sono risultate per la maggior parte basalto a grana grossa con tessitura vescicolare e in minor quantità basalto a grana fine. La maggior parte del fondovalle, come evidenziato nelle osservazioni nell'area vicina all'allunaggio, si compone in modo predominante di regolite e di frammenti di grandezza variabile, scavati da numerosi impatti nella storia della Luna.
| Minerale       | Volume microscopico % | Volume megascopico % |
| -------------- | --------------------- | -------------------- |
| Plagioclasio   | 22–45                 | 20–50                |
| Clinopirosseno | 31–51                 | 30–70                |
| Olivina        | 0–7                   | 0–10                 |
| Ilmenite       | 13–26                 | 5–25                 |
| Cristobalite   | 0–6                   | –                    |
| Spinello       | Tracce                | –                    |
| Vetro          | Tracce                | –                    |

## Selezione del sito di atterraggio
Dato che Apollo 17 sarebbe stata l'ultima missione lunare del programma Apollo, furono individuati molti obiettivi per massimizzare il ritorno scientifico della missione. Furono di nuovo presi in considerazione diversi siti di atterraggio che erano stati analizzati per le precedenti missioni e non utilizzati. La valle Taurus–Littrow era uno dei molti siti candidati per l'Apollo 17, insieme, tra gli altri, al cratere Tycho, al cratere Copernico, al cratere Tsiolkovskiy sulla faccia nascosta. Gli altri furono rifiutati per motivi scientifici e/o operativi. Si pensava che un atterraggio nel cratere Tycho fosse troppo pericoloso a causa del terreno irregolare; per un atterraggio sulla faccia nascosta, per raggiungere il cratere Tsiolkovskiy, avrebbe dovuto essere previsto un satellite per le comunicazioni necessario per mantenere il contatto tra l'equipaggio e il centro di controllo durante le operazioni in superficie, con il corrispondente aumento di spesa; invece, l'esplorazione del cratere Copernico fu considerata di scarsa priorità.
Fu infine scelta la valle Taurus–Littrow dato che avrebbe permesso relativamente facile accesso sia al materiale antico degli altipiani, sia a materiale più recente di origine vulcanica.

Panorama della valle Taurus–Littrow ripreso durante la missione Apollo 17.

## Future esplorazioni
Il lander lunare ALINA di PTScientists avrebbe dovuto allunare all'inizio del 2020 nella valle Taurus–Littrow ad una distanza tra i 3 e i 5 km dal modulo lunare dell'Apollo 17; la missione è stata posticipata alla seconda metà del 2021.

## Crateri all'interno della valle Taurus–Littrow
- Bowen
- Brontë
- Camelot
- Cochise
- Emory
- Henry
- Hess
- Horatio
- Lara
- Mackin
- Nansen
- Powell
- Shakespeare
- Sherlock
- Shorty
- Steno
- Trident
- Van Serg
- Victory